# Atyaephyra vladoi
Atyaephyra vladoi is een garnalensoort uit de familie van de Atyidae. De wetenschappelijke naam van de soort is voor het eerst geldig gepubliceerd in 2018 door Jabłońska, Mamos, Zawal en Grabowski.